# Reomkago ventropunctatus
Reomkago ventropunctatus is een platworm (Platyhelminthes). De worm is tweeslachtig. De soort leeft in of nabij zoet water.
Het geslacht Reomkago, waarin de platworm wordt geplaatst, wordt tot de familie Geoplanidae gerekend. De wetenschappelijke naam van de soort werd, als Geoplana ventropunctata, voor het eerst geldig gepubliceerd in 1892 door Dendy.